# Calavanté
Calavanté é uma comuna francesa na região administrativa de Occitânia, no departamento dos Altos Pirenéus. Estende-se por uma área de 2,06 km², Em 2010 a comuna tinha 350 habitantes (densidade: 169,9 hab./km²)..